# Gudrun Berend
Pour les articles homonymes, voir Berend.
Gudrun Berend, puis mariée Wakan, née le 27 avril 1955 à Eisleben et morte le 22 août 2011 dans cette même ville, est une athlète est-allemande, pratiquant le sprint et spécialiste du 100 m haies.
Son plus grand succès est sa médaille de bronze aux championnats d'Europe d'athlétisme de 1978.

## Palmarès

### Jeux olympiques d'été
- Jeux olympiques d'été de 1976 à Montréal ( Canada)
  - 4e sur 100 m haies

### Championnats d'Europe d'athlétisme
- Championnats d'Europe d'athlétisme de 1974 à Rome ( Italie)
  - 5e sur 100 m haies
- Championnats d'Europe d'athlétisme de 1978 à Prague ( Tchécoslovaquie)
  -  Médaille de bronze sur 100 m haies